# NGC 3704
NGC 3704 (również PGC 35435) – galaktyka eliptyczna (E), znajdująca się w gwiazdozbiorze Pucharu. Odkrył ją Wilhelm Tempel 23 lutego 1878 roku.